# Band Aid
Pour les articles homonymes, voir Band-Aid et Band Aid (groupe italien).
Band Aid est un supergroupe anglo-saxon à but caritatif,. Il est formé pour la première fois en 1984 à l’initiative de Bob Geldof et Midge Ure, afin de venir en aide aux victimes de la famine qui sévissait alors en Éthiopie, en publiant la chanson Do They Know It's Christmas? cette même année.

## Histoire

### Création et débuts
Le supergroupe est formé en 1984 par Bob Geldof, qui est alors le chanteur du groupe irlandais the Boomtown Rats. Geldof est tellement ému par le sort des enfants affamés en Éthiopie qu'il décide d'essayer de collecter des fonds en utilisant ses contacts dans le domaine de la musique pop. Il fait appel à Midge Ure, du groupe Ultravox, pour produire un disque de charité. Ure reprend les paroles de Geldof et crée la mélodie et la piste d'accompagnement du disque. Geldof appelle un grand nombre des artistes britanniques et irlandais les plus populaires de l'époque, les persuadant de donner de leur temps. Son seul critère de sélection est leur notoriété, afin de maximiser les ventes du disque. Il prend ensuite rendez-vous avec Richard Skinner lors d'une émission sur BBC Radio 1, mais au lieu de promouvoir le nouveau disque des Boomtown Rats comme prévu, il annonce le projet de Band Aid. La BBC joue d'ailleurs un rôle majeur en montrant la pauvreté et la famine qui touchent les citoyens éthiopiens, ce qui incite Bob Geldof à agir. Paula Yates, la compagne de Bob Geldof, est considérée comme le cerveau du premier Band Aid. C'est elle qui devient la force motrice qui inspire (et aide) Geldof à rallier les pop stars les plus célèbres des années 1980 afin de collecter des fonds.
Le groupe est composé de quarante artistes. Le nom du groupe retranscrit l'idée que les musiciens apportent de l'aide aux moins fortunés et joue avec la proximité d'une marque de pansements (Band-Aid), suggérant ainsi que leur projet est comparable à la pose d'un pansement sur une blessure. Geldof cherche à obtenir le soutien de toutes les nations pour l'Afrique en commençant par le Royaume-Uni.
Pour ce faire, les artistes enregistrent ainsi un tube intitulé Do They Know It's Christmas ? qui dépeint le paysage africain de l'époque, marqué par la pauvreté. Les paroles de la chanson décrivent le pays en ces termes : « Là où rien ne pousse, où il ne pleut pas et où les rivières ne coulent pas, savent-ils que c'est Noël ? » L'Éthiopie suit le calendrier liturgique orthodoxe oriental, où Noël est célébré le 7 janvier. Cependant, lorsque la chanson est enregistrée, le pays est dirigé par un gouvernement d'obédience marxiste-léniniste et les fêtes religieuses ne sont pas célébrées.
Do They Know It's Christmas ? est enregistré 25 novembre 1984 aux studios Sarm West à Notting Hill, Londres, et sort au Royaume-Uni le 3 décembre 1984,. Le single dépasse les espoirs des producteurs en devenant le numéro un de Noël lors de cette sortie. Trois réenregistrements de la chanson destinés à collecter des fonds pour des œuvres caritatives sont également classés en tête des hit-parades, d'abord la version Band Aid II en 1989, puis la version Band Aid 20 en 2004 et enfin la version Band Aid 30 en 2014. L'original est produit par Ure. La version 12" est mixée par Trevor Horn.

### Band Aid II
Cette version, formée en 1989, est produite par une équipe britannique d'auteurs-compositeurs et de producteurs formée par Mike Stock, Matt Aitken et Pete Waterman, connue sous le nom de Stock Aitken Waterman. Les seuls artistes du Band Aid original à figurer à nouveau sur cette version sont Sara Dallin et Keren Woodward de Bananarama. Cette version reste en tête du UK Singles Chart pendant trois semaines.
Le 1er décembre 1989, Bob Geldof appelle Pete Waterman pour lui demander s'il envisage de produire une nouvelle version de la chanson avec les grandes stars de l'époque. Waterman reporte immédiatement son mariage et commence à appeler les artistes. Avec seulement deux jours de préavis, le 3 décembre, l'enregistrement a lieu aux studios PWL dans le sud de Londres. Bob Geldof, sa femme Paula Yates et sa fille de six ans Fifi Trixiebelle, qui est impatiente de rencontrer Jason Donovan, sont présents dans le studio.

### Band Aid 20
Band Aid 20 est l'incarnation en 2004 du groupe caritatif Band Aid. Le groupe, qui comprend Daniel Bedingfield, Justin Hawkins de the Darkness, Chris Martin de Coldplay, Bono de U2, et Paul McCartney, réenregistre Do They Know It's Christmas. La chanson atteint la première place le 6 novembre 2004, y reste quatre semaines et devient le single le plus vendu de l'année 2004.

### Band Aid 30
Band Aid 30 est l'incarnation en 2014 du supergroupe de charité Band Aid. Annoncé par Bob Geldof et Midge Ure, l'objectif est d'aider les victimes de l'épidémie d'Ebola en Afrique de l'Ouest et d'empêcher sa propagation. Comme dans les incarnations précédentes, le groupe reprend le titre Do They Know It's Christmas ?, écrit en 1984 par Geldof et Ure. La chanson est enregistrée par certains des groupes pop britanniques et irlandais qui vendent le plus à cette époque, notamment One Direction, Sam Smith, Ed Sheeran, Emeli Sandé, Ellie Goulding, Rita Ora et Bastille, ainsi que Chris Martin (Coldplay) et Bono (U2) - c'est la troisième fois qu'il contribue à un enregistrement du Band Aid.
Leur reprise de la chanson débute au sommet du classement pendant la semaine de sa sortie, puis perd une place dans chacune des deux semaines suivantes avant de sortir du Top 10 pendant sa quatrième semaine. Elle reçoit également un accueil mitigé de la part de nombreux critiques musicaux en raison de ses nouvelles paroles dirigées vers l'Afrique.
Par ailleurs, pour la première fois, une version allemande est produite et atteint la première place des charts musicaux allemands au début du mois de décembre 2014. Le projet est mené par un ami proche de Geldof, Campino, chanteur du groupe de punk rock Die Toten Hosen. Une version française de la chanson est menée par Carla Bruni.

## Membres

### Membres originels
- Stuart Adamson (Big Country)
- Adam Ant (Adam And The Ants)
- Tom Bailey (Thompson Twins)
- Mike Barson (Madness)
- Mark Bedford (Madness)
- Nick Beggs (Kajagoogoo)

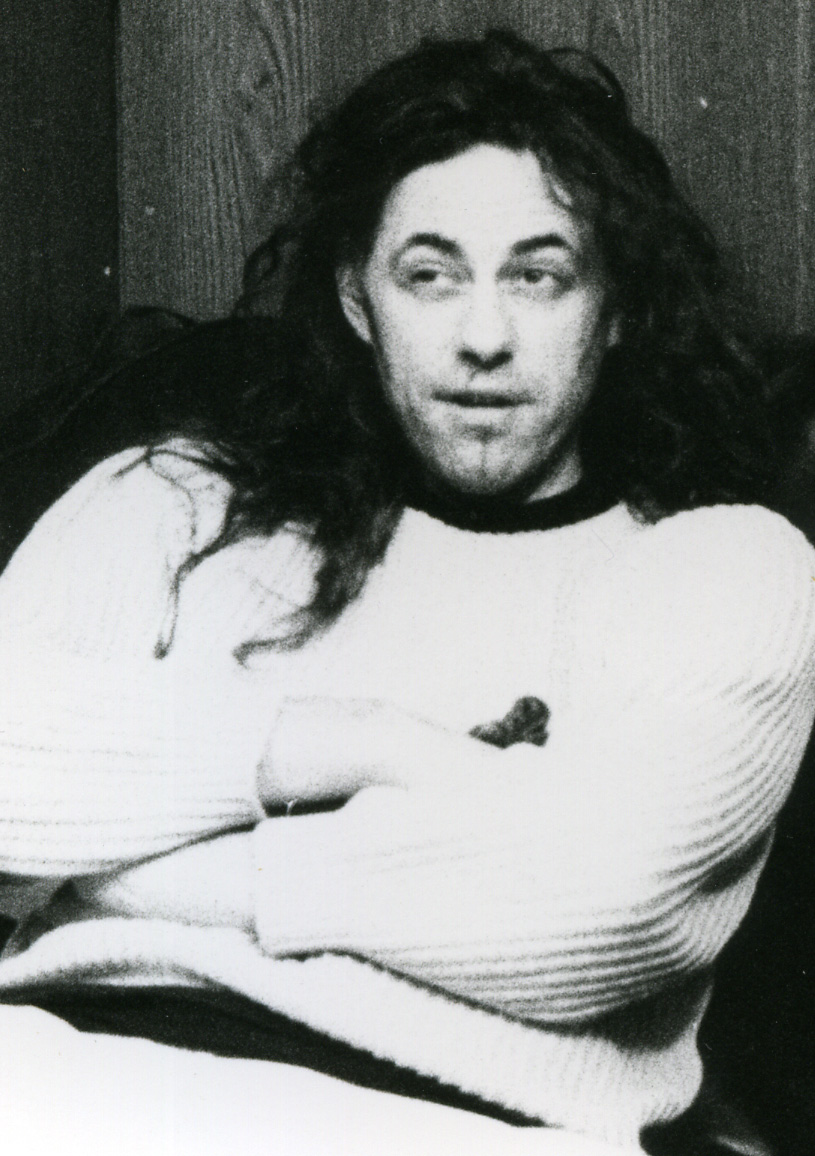
Bob Geldof en 1991.

- Robert 'Kool' Bell (Kool and the Gang)
- Bono (U2)
- David Bowie
- Boy George (Culture Club)
- Pete Briquette (The Boomtown Rats)
- Steve Bronski (Bronski Beat)
- Mark Brzezicki (Big Country)
- Kate Bush
- Tony Butler (Big Country)
- Eric Clapton
- Adam Clayton (U2)
- Chris Cross (Ultravox)
- Alannah Currie (Thompson Twins)
- Sara Dallin (Bananarama)
- John Deacon (Queen)
- Jim Diamond
- Chris Difford (Squeeze)
- Thomas Dolby
- Adrian Edmondson
- Siobhan Fahey (Bananarama)
- Johnny Fingers (The Boomtown Rats)
- Chris Foreman (Madness)
- Peter Gabriel (Genesis)
- Bob Geldof (The Boomtown Rats)
- Glenn Gregory (Heaven 17)
- Probyn Gregory (The Wondermints)
- Tony Hadley (Spandau Ballet)
- Jools Holland (Squeeze)
- Mick Jagger (The Rolling Stones)
- Holly Johnson (Frankie Goes to Hollywood)
- Howard Jones
- John Keeble (Spandau Ballet)
- Gary Kemp (Spandau Ballet)
- Martin Kemp (Spandau Ballet)
- Nik Kershaw
- Simon Le Bon (Duran Duran)
- Joe Leeway (Thompson Twins)
- Annie Lennox (Eurythmics)
- Paul McCartney
- Ron Mael (Sparks)
- Russell Mael (Sparks)
- Marilyn
- Brian May (Queen)
- Freddie Mercury (Queen)
- George Michael (Wham!)
- Jon Moss (Culture Club])
- Graham Nash (Crosby, Stills, Nash and Young)
- Steve Norman (Spandau Ballet)
- Philip Oakey (Human League)
- Rick Parfitt (Status Quo)
- Andy Partridge (XTC)
- Nigel Planer
- Nick Rhodes (Duran Duran)
- Cliff Richard
- Francis Rossi (Status Quo)
- Paul Rutherford (Frankie Goes to Hollywood)
- Christopher Ryan
- Darian Sahanaja (The Wondermints)
- Alexei Sayle
- Robert Smith (The Cure)
- Jimmy Somerville (Bronski Beat)
- Larry Steinbachek (Bronski Beat)
- Sting (The Police)
- Suggs (Madness)
- Roger Taylor (Queen)
- Lol Tolhurst (The Cure)
- Dennis Thomas (Kool and the Gang)
- Lee Thompson (Madness)
- Porl Thompson (The Cure)
- Phil Thornalley (The Cure)
- Martyn Ware (Heaven 17)
- Jody Watley (Shalamar)
- Bruce Watson (Big Country)
- Dan Woodgate (Madness)
- Keren Woodward (Bananarama)
- Paul Weller (The Style Council)
- Paul Young

## Musiciens
- Midge Ure – claviers et programmation
- Andy Taylor – guitare
- John Taylor – basse
- Phil Collins – batterie

### Membres de 1989
Groupes :
- Bananarama
- Big Fun
- Bros
- Cathy Dennis
- D Mob
- Jason Donovan
- Kevin Godley
- Glen Goldsmith
- Kylie Minogue
- The Pasadenas
- Chris Rea
- Cliff Richard
- Jimmy Somerville
- Sonia
- Lisa Stansfield
- Technotronic
- Wet Wet Wet

Musiciens :
- Matt Aitken – claviers, guitare
- Luke Goss (Bros) – batterie
- Chris Rea – guitare
- Mike Stock – claviers,

### Membres de 2004
Chanteurs :
- Tim Wheeler (Ash)
- Daniel Bedingfield
- Natasha Bedingfield
- Bono (U2)
- James Bourne (Busted)
- Keisha Buchanan (Sugababes)
- Mutya Buena (Sugababes)
- Ben Carrigan (The Thrills)
- Tom Chaplin (Keane)
- Nathan Connolly (Snow Patrol)
- Conor Deasy (The Thrills)
- Dido – a chanté en studio séparément à Melbourne
- Dizzee Rascal – seul artiste à avoir ajouté des paroles
- Ms Dynamite
- Skye Edwards (Morcheeba)
- Estelle
- Neil Hannon (The Divine Comedy)
- Justin Hawkins (The Darkness)
- Fran Healy (Travis)
- Taka Hirose (Feeder)
- Kevin Horan (The Thrills)
- Jamelia
- Beverley Knight
- Olly Knights (Turin Brakes)
- Lemar
- Shaznay Lewis (All Saints)
- Gary Lightbody (Snow Patrol)
- Russell Mael (Sparks)
- Chris Martin (Coldplay)
- Mark McClelland (Snow Patrol)
- Padraic McMahon (The Thrills)
- Katie Melua
- Róisín Murphy (Moloko)
- Grant Nicholas (Feeder)
- Gale Paridjanan (Turin Brakes)
- Jonny Quinn (Snow Patrol)
- Heidi Range (Sugababes)
- Tim Rice-Oxley (Keane)
- Mark Richardson (Feeder)
- Daniel Ryan (The Thrills)
- Charlie Simpson (Busted)
- Rachel Stevens
- Joss Stone
- Robbie Williams – a joué séparément dans un studio de Los Angeles
- Matt Willis (Busted)
- Will Young

Musiciens:
- Danny Goffey (Supergrass) – batterie
- Jonny Greenwood (Radiohead) – guitare
- Dan Hawkins (The Darkness) – guitare
- Justin Hawkins (The Darkness) – guitare
- Paul McCartney – basse
- Thom Yorke (Radiohead) – piano

Personnel additionnel:
- Damon Albarn – tea boy
- Bob Geldof – organisateur
- Nigel Godrich – producteur
- Midge Ure – producteur exécutif

### Membres de 2014
Chanteurs:
- Bono (U2)
- Clean Bandit
- Paloma Faith
- Guy Garvey (Elbow)
- Ellie Goulding
- Niall Horan (One Direction)
- Angélique Kidjo
- Zayn Malik (One Direction)
- Chris Martin (Coldplay)
- Olly Murs
- Sinéad O'Connor
- Rita Ora
- Liam Payne (One Direction)
- Emeli Sandé
- Seal
- Alfie Deyes
- Joe Sugg
- Zoella
- Ed Sheeran
- Dan Smith (Bastille)
- Sam Smith
- Harry Styles (One Direction)
- Louis Tomlinson (One Direction)
- Underworld
- Jessie Ware

Musiciens:
- Milan Neil Amin-Smith (Clean Bandit) – violon
- Grace Chatto (Clean Bandit) – violoncelle
- Roger Taylor (Queen) – batterie, claviers
- Ed Sheeran – guitare
- Sinéad O'Connor – guitare

Remixes:
- Underworld

Personnel additionel:
- Paul Epworth – producteur

## Groupes internationaux similaires
- Équivalent américain : USA for Africa est le nom d'un groupe de quarante-quatre artistes américains, dirigé par Harry Belafonte, Kenny Rogers, Michael Jackson et Lionel Richie. Le 28 janvier 1985, ils enregistrent la chanson We Are the World. Plus de 20 millions de disques furent vendus et le titre reçut le Grammy Award de la chanson de l'année. We Are The World reste le disque à caractère humanitaire le plus vendu de tous les temps et un des singles les plus vendus au monde.
- Équivalent français : L’idée a été reprise en France à l’initiative de Valérie Lagrange et sous l’égide de Renaud. C’est ainsi que le groupe formé pour l’occasion, Chanteurs sans frontières, a sorti, en mars 1985, le 45 tours SOS Éthiopie. Le disque s’est vendu à plus d’un million d’exemplaires et a rapporté plus de 10 millions de francs (1,5 million d’euros).
- Équivalent québécois : le Québec participe au mouvement en créant au mois d'avril 1985 la Fondation Québec-Afrique. Se regroupent alors plusieurs artistes québécois, dont Daniel Lavoie, Gilles Vigneault, Jean-Pierre Ferland, Céline Dion, Michel Rivard, Claude Léveillée, Claude Gauthier, Nicole Martin, Renée Claude ainsi qu'une quarantaine d'autres, en vue de recueillir des fonds pour aider l'Éthiopie. C'est sur un texte du journaliste Gil Courtemanche et une musique du compositeur Jean Robitaille que la chanson Les Yeux de la faim voit le jour. Publiée chez Kébec-Disque, la chanson obtient un énorme succès, et les sommes obtenues par la vente des disques sont dès lors entièrement rétrocédées à l'Éthiopie par la fondation.